# Contrail (cheval)
Contrail (en japonais : コントレイル), est un cheval de course japonais né le 1er avril 2017, fils du crack Deep Impact, propriété de Shinji Maeda, entraîné par Yoshito Yahagi et monté par Yuichi Fukunaga. Membre du Hall of Fame des courses japonaises, il remporte la Triple couronne japonaise en 2020. 

## Carrière de courses
Petit gabarit comme son père Deep Impact, Contrail fait ses débuts en compétition en septembre 2019 par une victoire qui lui ouvre la porte des courses de groupe. On le revoit donc en novembre au départ d'un groupe 3 disputé sur l'hippodrome de Fuchu, les Tokyo Sports Hai Nisai Stakes. Pour l'occasion, il a sur son dos une célébrité de passage au Japon, l'Irlandais Ryan Moore, l'un des jockeys les plus titrés au monde. Le poulain confirme les espoirs placés en lui, s'imposant avec de la marge et s'appropriant le record de la course. Il est donc naturellement le grand favori des Hopeful Stakes, son premier groupe 1, dans lequel il retrouve son jockey habituel Yuichi Fukunaga et remporte une nouvelle victoire, qui lui vaut d'être sacré meilleur 2 ans de l'année, par 197 votes contre 77 à Salios, le lauréat de l'autre grande course pour 2 ans, les Asahi Hai Futurity Stakes.

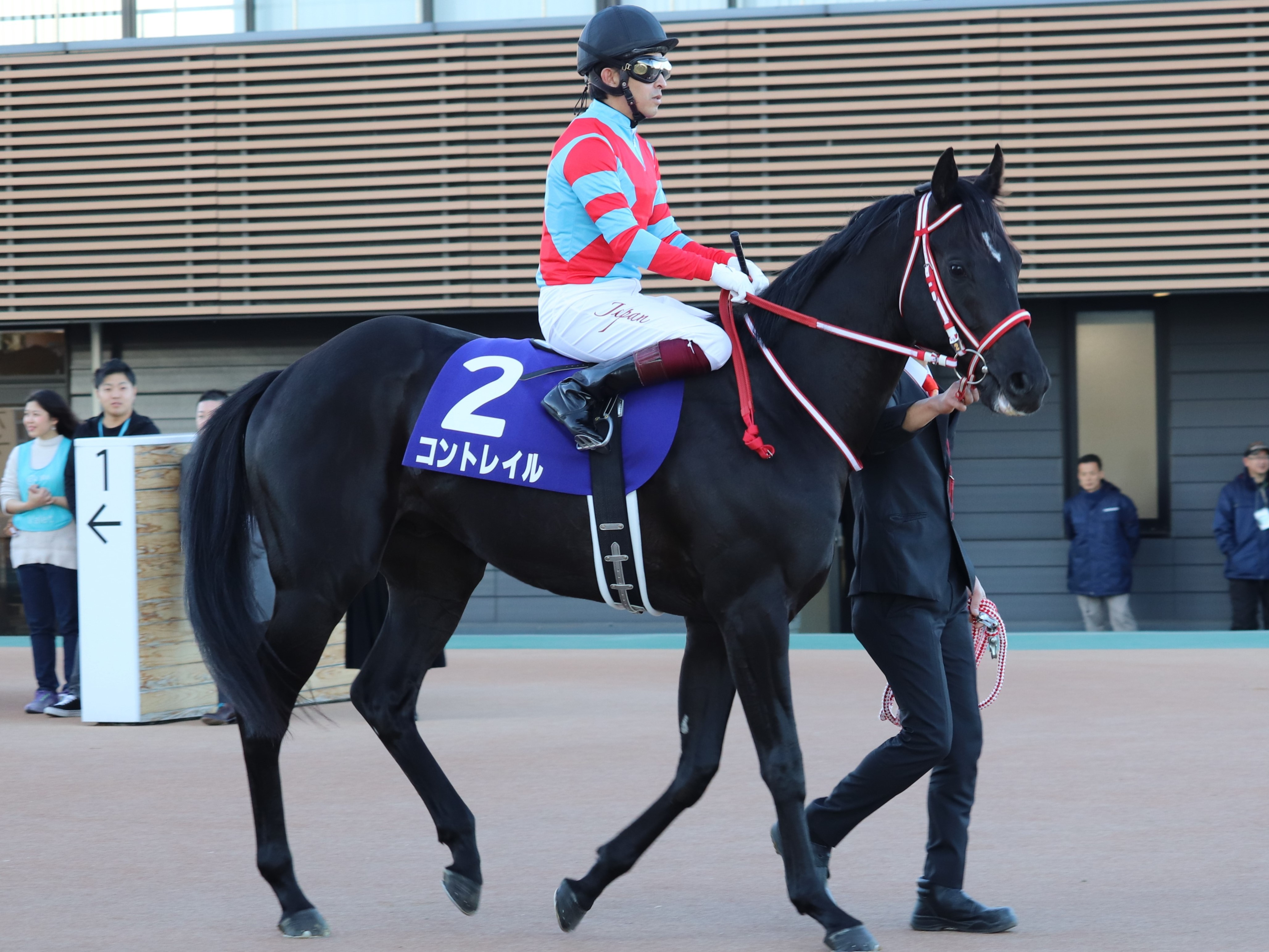
Contrail en décembre 2019

À 3 ans, Contrail effectue sa rentrée directement dans le Satsuki Shō, les 2000 Guinées japonaises. Il y affronte justement Salios, qui lui aussi fait sa rentrée, avec en jeu le leadership de sa génération. Et c'est lui sort vainqueur du duel, une longueur et demi devant son rival. Les deux compères se retrouvent au départ du Derby, le Tokyo Yushun, et bis repetita, Contrail s'impose devant Salios, cette fois relégué à trois longueurs. Pour boucler le triptyque de la Triple couronne japonaise, ne reste plus qu'à empocher le Kikuka Sho (l'équivalent du St Leger) à l'automne, après le break estival. Avant cela, Contrail effectue une rentrée victorieuse dans le Kobe Shimbun Hai, un groupe 2. Débarrassé de Salios, qui se cantonne aux distances inférieures, Contrail aborde les 3 000 mètres du Kikuka Sho dans la peau d'un archi-favori, et justifie cette confiance en devenant le huitième poulain à s'adjuger la Triple couronne, le troisième après Symboli Rudolf en 1984 et son père Deep Impact en 2005 à réaliser pareil exploit en restant invaincu. Ne reste plus qu'à affronter les chevaux d'âge pour assoir son statut. L'occasion choisie sera la Japan Cup, qui en cette année 2020 s'annonce comme une course d'anthologie sous la forme d'un match à trois proprement inédit. En effet, tandis que Contrail s'offrait la triple couronne, une certaine Daring Tact était la sixième pouliche de l'histoire à réaliser le même exploit dans ladite Triple Tiare, soit la version féminine de la Triple Couronne : Oka Shō, Yūshun Himba et Shuka Shō. Mieux encore, Daring Tact était elle aussi invaincue. Et parce qu'un match entre le vainqueur invaincu de la Triple Couronne et la lauréate invaincue de la Triple Tiare ne suffisait pas, les deux phénomènes trouvent sur leur route la grande Almond Eye, la reine du turf japonais depuis deux ans, déjà lauréate de la Japan Cup en 2018, l'année où elle avait elle aussi décroché la Triple Tiare, et qui fait ses adieux à cette occasion. Affrontement dantesque qui allait tenir toutes ses promesses, et où les deux juniors allaient pour la première fois perdre des plumes : Almond Eye l'emporte d'une encolure sur Contrail, tandis que Daring Tact termine troisième. Avec cette première, et honorable défaite, Contrail laisse échapper le titre de cheval de l'année, qui revient à Almond Eye, mais reçoit naturellement celui de meilleur 3 ans japonais.

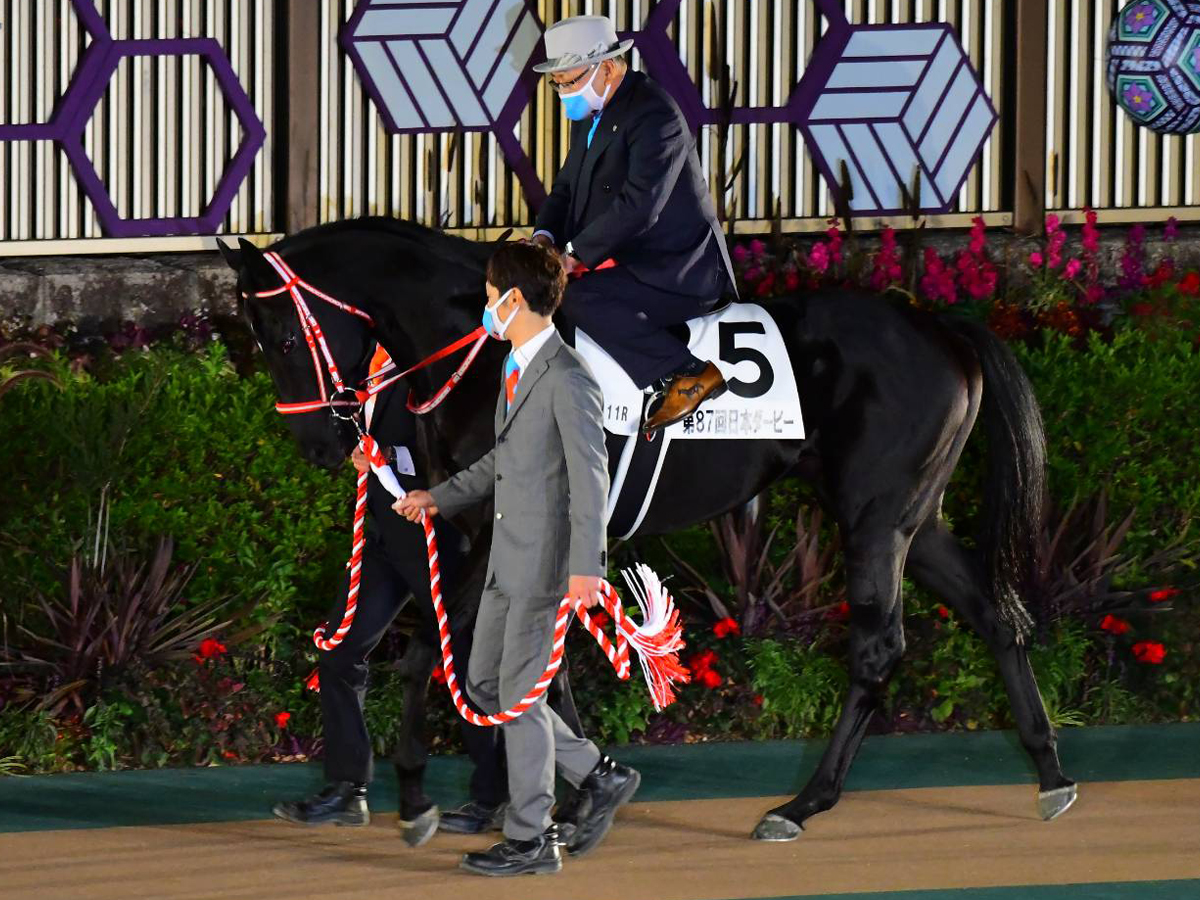
Contrail monté par son entraîneur Yoshito Yahagi lors de sa cérémonie d'adieux, le 28 novembre 2021

Contrail est maintenu à l'entraînement à 4 ans avec pour premier objectif le Dubaï Turf. Mais son entourage devra renoncer à ce déplacement eu égard à la situation sanitaire due à la pandémie de Covid-19, et annonce un programme uniquement japonais, jetant le froid sur l'éventualité d'une participation au Prix de l'Arc de Triomphe, pour lequel les bookmakers avaient fait de lui le troisième favori. Contrail effectue donc sa rentrée dans un groupe 1, le Ōsaka Hai, où il doit affronter la nouvelle star des courses japonaises, Gran Alegria, lauréate de quatre groupe 1 et qui avait défait sèchement Almond Eye un an plus tôt. mais le choc va tourner court, notamment en raison du terrain rendu lourd par la pluie, et qui va déplaire aux deux favoris. Contrail s'empare tout de même de la troisième place, devant Gran Alegria. Tous deux ne se retrouveront qu'en octobre, pour le Tenno Sho d'automne, Contrail faisant l'impasse sur la majeure partie de la saison. Mais là encore, si Contrail devance une nouvelle fois Gran Alegria, ils doivent l'un et l'autre se contenter des accessits, la victoire revenant au 3 ans Efforia, qui n'a connu qu'une fois la défaite, d'un souffle, dans le Derby. Reste à terminer cette remarquable carrière en beauté. Le 28 novembre, Contrail fait ses adieux à la compétition dans la Japan Cup, dans laquelle on lui oppose en premier lieu le vainqueur du Derby 2021, Sharyar, qui a encore des choses à prouver. Contrail ne laisse aucun concurrent l'approche et, deux longueurs devant tout le monde, il rallie le poteau d'arrivée en tête, réussit brillamment sa sortie et assure sa place au panthéon des courses japonaises, puisqu'il est élu au Hall of Fame des courses japonaises pour sa deuxième année d'éligibilité, en 2024. 

### Résumé de carrière
| Date         | Hippodrome  | Pays        | Course                        | Statut      | Distance    | Jockey      | Place       | Écart       | Vainqueur ou deuxième |
| 2019, 2 ans  | 2019, 2 ans | 2019, 2 ans | 2019, 2 ans                   | 2019, 2 ans | 2019, 2 ans | 2019, 2 ans | 2019, 2 ans | 2019, 2 ans | 2019, 2 ans           |
| ------------ | ----------- | ----------- | ----------------------------- | ----------- | ----------- | ----------- | ----------- | ----------- | --------------------- |
| 15 septembre | Hanshin     | Japon       | Inédits                       |             | 1 800 m     | Y. Fukunaga | 1er / 9     | 2 ½         | Frevo                 |
| 16 novembre  | Tokyo       | Japon       | Tokyo Sports Hai Nisai Stakes | Gr. 3       | 1 700 m     | R. Moore    | 1er / 8     | 5           | AL Jannah             |
| 28 décembre  | Nakayama    | Japon       | Hopeful Stakes                | Gr. 1       | 1 700 m     | Y. Fukunaga | 1er / 13    | 1 ½         | Weltreisende          |
| 2020, 3 ans  |             |             |                               |             |             |             |             |             |                       |
| 19 avril     | Nakayama    | Japon       | Satsuki Shō                   | Gr. 1       | 1 800 m     | Y. Fukunaga | 1er / 18    | 1/2         | Salios                |
| 31 mai       | Tokyo       | Japon       | Tokyo Yushun                  | Gr. 1       | 2 400 m     | Y. Fukunaga | 1er / 18    | 3           | Salios                |
| 27 septembre | Chukyo      | Japon       | Kobe Shimbun Hai              | Gr. 2       | 2 200 m     | Y. Fukunaga | 1er / 18    | 2           | Weltreisende          |
| 25 octobre   | Kyoto       | Japon       | Kikuka Shō                    | Gr. 1       | 3 000 m     | Y. Fukunaga | 1er / 18    | enc.        | Aristoteles           |
| 29 novembre  | Tokyo       | Japon       | Japan Cup                     | Gr. 1       | 2 400 m     | Y. Fukunaga | 2e / 15     | 1 ¼         | Almond Eye            |
| 2021, 4 ans  |             |             |                               |             |             |             |             |             |                       |
| 4 avril      | Hanshin     | Japon       | Ōsaka Hai                     | Gr. 1       | 2 000 m     | Y. Fukunaga | 3e / 13     | 4 ¾         | Lei Papale            |
| 31 octobre   | Tokyo       | Japon       | Tenno Shō (Automne)           | Gr. 1       | 2 000 m     | Y. Fukunaga | 2e / 16     | 1           | Efforia               |
| 29 novembre  | Tokyo       | Japon       | Japan Cup                     | Gr. 1       | 2 400 m     | Y. Fukunaga | 1er / 18    | 2           | Authority             |

## Au haras
Contrail, comme Deep Impact, a remporté la Triple Couronne et la Japan Cup : autant dire qu'il est très attendu au haras pour prendre la suite de son chef de race de père, disparu en 2019. Il commence d'ailleurs sa première saison de monte au même tarif que lui à ses débuts, 12 millions de yens, soit environ 95 000 €, et ses premiers produits passant sur le ring battent des records : en juillet 2023, ses 20 premiers foals présentés en vente publique partent à plus de 830 000 € de moyenne, avec un top price à 3,4 millions d'euros. 

## Origines
Contrail est l'un des joyaux de Deep Impact, l'un des meilleurs chevaux de l'histoire des courses japonaises, et l'un des plus fameux étalons au monde.
Née aux États-Unis, sa mère Rhodochrosite fut acquise yearling pour $ 385 000 et importée au Japon où elle ne montra guère de qualité en piste, ne trouvant pas le chemin du succès en sept tentatives. Sa place au haras était toutefois assurée puisqu'elle est la fille de la championne américaine Folklore, meilleure 2 ans de l'année en 2005, lauréate des Matron Stakes et du Breeders' Cup Juvenile Fillies. C'est en fait une riche famille américaine, puisque la mère de Folklore, Contrive, est aussi la deuxième mère de l'excellent Essential Quality (Tapit), 2 ans de l'année aux États-Unis, vainqueur du Breeders' Cup Juvenile, des Belmont Stakes et des Travers Stakes.

### Pedigree
| Origines de Contrail (JPN), mâle né en 2017 | Origines de Contrail (JPN), mâle né en 2017 | Origines de Contrail (JPN), mâle né en 2017 | Origines de Contrail (JPN), mâle né en 2017 |
| ------------------------------------------- | ------------------------------------------- | ------------------------------------------- | ------------------------------------------- |
| Père Deep Impact                            | Sunday Silence                              | Halo                                        | Hail to Reason                              |
| Père Deep Impact                            | Sunday Silence                              | Halo                                        | Cosmah                                      |
| Père Deep Impact                            | Sunday Silence                              | Wishing Well                                | Understanding                               |
| Père Deep Impact                            | Sunday Silence                              | Wishing Well                                | Mountain Flower                             |
| Père Deep Impact                            | Wind In Her Hair                            | Alzao                                       | Lyphard                                     |
| Père Deep Impact                            | Wind In Her Hair                            | Alzao                                       | Lady Rebecca                                |
| Père Deep Impact                            | Wind In Her Hair                            | Burghclere                                  | Busted                                      |
| Père Deep Impact                            | Wind In Her Hair                            | Burghclere                                  | Highclere                                   |
| Mère Rhodochrosite                          | Unbridled's Song                            | Unbridled                                   | Fappiano                                    |
| Mère Rhodochrosite                          | Unbridled's Song                            | Unbridled                                   | Gana Facil                                  |
| Mère Rhodochrosite                          | Unbridled's Song                            | Trolley Song                                | Caro                                        |
| Mère Rhodochrosite                          | Unbridled's Song                            | Trolley Song                                | Lucky Spell                                 |
| Mère Rhodochrosite                          | Folklore                                    | Tiznow                                      | Cee's Tizzy                                 |
| Mère Rhodochrosite                          | Folklore                                    | Tiznow                                      | Cee's Song                                  |
| Mère Rhodochrosite                          | Folklore                                    | Contrive                                    | Storm Cat                                   |
| Mère Rhodochrosite                          | Folklore                                    | Contrive                                    | Jeano (famille 1-x)                         |